# Bhaskara I.
Bhaskara, auch Bhaskara I., (* um 600 in Saurashtra ?, Gujarat; † um 680 in Ashmaka) war ein indischer Mathematiker und Astronom.

## Leben
Über Bhaskaras Leben ist fast nichts bekannt. Seine astronomische Ausbildung erhielt er von seinem Vater. Bhaskara gilt als bedeutendster Vertreter der von Aryabhata begründeten astronomischen Schule.

## Darstellung von Zahlen
Bhaskaras vielleicht wichtigste mathematische Leistung betrifft die Darstellung von Zahlen in Stellenwertsystemen. Die ersten Stellenwertdarstellungen sind indischen Astronomen bereits um 500 bekannt. Die Zahlen sind aber noch nicht in Ziffern, sondern in Wortzahlen oder Sinnbildern abgefasst und in Versen gehalten. So wird beispielsweise für die Zahl 1 der Mond angegeben, da es ihn nur einmal gibt; für die Zahl 2 gelten Flügel, Zwillinge oder Augen, da sie immer als Paar auftreten; für die Zahl 5 stehen die (fünf) Sinne (vgl. heutige Mnemotechniken). Diese Worte werden ähnlich wie unserem heutigen Dezimalsystem aneinandergereiht, nur begann man mit den Einern und endete mit der höchsten Zehnerpotenz, entgegen der ursprünglichen Brahmi-Schreibweise.
Zum Beispiel ist
1052 = Flügel Sinne Leere Mond.
Warum verwendeten die indischen Wissenschaftler Zahlwörter und nicht die damals ebenfalls bekannten Brahmi-Zahlen? Die Texte wurden in Sanskrit, der „Sprache der Götter“, geschrieben, das in Indien eine ähnliche Rolle wie Latein heute in Europa spielte, gesprochen wurden ganz andere Dialekte. Vermutlich wurden zunächst die im Alltagsgebrauch verwendeten Brahmi-Ziffern als zu vulgär für die Götter empfunden (Ifrah 2000, S. 431).
Aryabhata bediente sich später um 510 aber einer anderen Methode („Aryabhata-Code“), indem er die Zahlen durch Silben bezeichnete. Sein System basiert zudem auf der Basis 100, und nicht 10 (Ifrah 2000, S. 449). Bhaskara modifizierte in seinem Kommentar zur Aryabhatiya aus dem Jahre 629 Aryabhatas silbenhafte Ziffernschreibweise zu einem Stellenwertsystem zur Basis 10, das eine Null enthält. Er benutzt jedoch festgelegte Zahlwörter, fängt mit den Einern an, dann mit den Zehnern usw., beispielsweise schreibt er die Zahl 4320000 als
| viyat  | ambara     | akasha | sunya | yama                   | rama | veda |
| Himmel | Atmosphäre | Äther  | Leere | Urpaar (Yama und Yami) | Rama | Veda |
| 0      | 0          | 0      | 0     | 2                      | 3    | 4    |

Sein System ist echt positionell, da dieselben Worte, die beispielsweise
eine 4 darstellen (wie hier veda), auch den Wert 40 oder 400 haben können (van der Waerden 1966, S. 90). Sehr bemerkenswert aber ist, dass er oft nach einem solchen Zahlwort mit den Worten
ankair api („in Ziffern lautet dies“) dieselbe Zahl mit den ersten neun Brahmi-Zahlen und einem kleinen runden Kreis für die Null schreibt (Ifrah 2000, S. 415). Entgegen der Zahlwortschreibweise schreibt er jedoch die Ziffern in absteigender
Wertigkeit von links nach rechts, genau wie wir es heute tun. Damit ist unser heutiges Dezimalsystem den indischen Gelehrten spätestens ab 629 bekannt. Bhaskara hat es vermutlich nicht erfunden, sondern hatte als erster keine Bedenken, die Ziffern in einem wissenschaftlichen Werk in Sanskrit zu verwenden.
Der Erste allerdings, der mit der Null als Zahl rechnete und negative Zahlen kannte, war Bhaskaras Zeitgenosse Brahmagupta.

## Sonstiges Werk

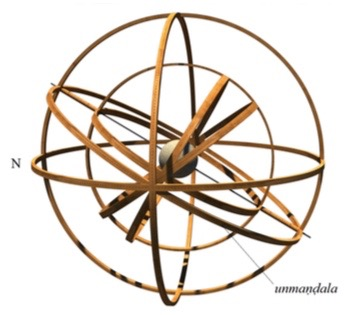
Modell der von Bhaskara beschriebenen Armillarsphäre.

Bhaskara schrieb drei astronomische Arbeiten. Im Jahre 629 kommentierte er das in Versform verfasste Werk Aryabhatiya über mathematische Astronomie, und zwar genau diejenigen 33 Verse, die sich mit Mathematik befassten. Er betrachtete darin unbestimmte Gleichungen ersten Grades und trigonometrische Formeln.
Sein Werk Mahabhaskariya teilt sich in acht Kapitel über mathematische Astronomie. In Kapitel 7 gibt er eine bemerkenswert genaue Approximationsformel für {\displaystyle \sin x} an, nämlich
{\displaystyle \sin x\approx {\frac {16x(\pi -x)}{5\pi ^{2}-4x(\pi -x)}},\qquad (0\leq x\leq {\frac {\pi }{2}})}
die er Aryabhata zuschreibt. Sie ergibt einen relativen Fehler von weniger als 1,9 % (die größte Abweichung {\displaystyle {\frac {16}{5\pi }}-1\approx 1{,}859\%} ergibt sich für {\displaystyle x\approx 0}). An den Randpunkten {\displaystyle x=0} und {\displaystyle \pi /2} ist die Näherung exakt (ergibt also 0 bzw. 1). Ferner werden Beziehungen zwischen Sinus und Kosinus sowie zwischen dem Sinus eines Winkels {\displaystyle >90^{\circ }}, {\displaystyle >180^{\circ }} oder {\displaystyle >270^{\circ }} und dem Sinus eines Winkels {\displaystyle <90^{\circ }} aufgeführt.
Teile der Mahabhaskariya sind später ins Arabische übersetzt worden.
Bhaskara beschäftigte sich bereits mit der Aussage: Ist {\displaystyle p} eine Primzahl, so ist {\displaystyle 1+(p-1)!} durch {\displaystyle p} teilbar. Sie wurde später von Al-Haitham erstmals bewiesen, von Fibonacci erwähnt und ist heute als Satz von Wilson bekannt.
Ferner formulierte Bhaskara Sätze über die Lösungen der heute so genannten Pellschen Gleichung. So stellte er die Aufgabe: „Sag mir, O Mathematiker, wie lautet das Quadrat, das mit 8 multipliziert zusammen mit der Einheit ein Quadrat ergibt?“ In heutigen Bezeichnungen ist nach der Lösung der Pellschen Gleichung {\displaystyle 8x^{2}+1=y^{2}} gefragt. Sie hat die einfache Lösung {\displaystyle x=1}, {\displaystyle y=3}, oder kurz {\displaystyle (x,y)=(1,3)}, woraus man weitere Lösungen konstruieren kann, z. B. {\displaystyle (x,y)=(6,17)}.

## Ausgaben
- K. S. Shukla: Mahabhaskariya, Lucknow University Press 1960 (Sanskrit mit Kommentar und englischer Übersetzung)
- K. S. Shukla: Laghubhaskariya, Lucknow University Press 1963 (mit engl. Übersetzung)
- K. S. Shukla: Aryabhatiya of Aryabatha, with the commentary of Bhaskara I and Somesvara, Indian National Science Academy, New Delhi 1976
- Agathe Keller: Expounding the mathematical seed. Bhaskara and the mathematical chapter of the Aryabhatiya, 2 Bände, Birkhäuser 2006 (Übersetzung des Kommentars von Bhaskara I zu Aryabathiya mit Kommentar)